# Remi de Block
Remi de Block (ur. w XIX wieku, zm. w XX wieku) – holenderski strzelec, medalista mistrzostw świata.

## Kariera
Wystartował na pierwszych mistrzostwach świata w strzelectwie (1897). W zawodach drużynowych w karabinie dowolnym w trzech postawach z 300 m zajął 4. miejsce (indywidualnie osiągnął 23. rezultat). W postawie leżącej zajął ostatnie 25. miejsce, w klęczącej 20. pozycję, zaś w postawie stojącej 16. lokatę ex aequo z 2 zawodnikami.
Podczas swojej kariery de Block zdobył 1 medal na mistrzostwach świata. Został drużynowym wicemistrzem globu na zawodach w 1901 roku w karabinie dowolnym w trzech postawach z 300 m, osiągając drugi rezultat w drużynie (skład zespołu: Antonius Bouwens, Remi de Block, Gustave Koster, Henrik Sillem, Uilke Vuurman). Na tym samym turnieju osiągnął również 4. miejsce w drużynowym strzelaniu z pistoletu dowolnego z 50 m – wynik de Blocka (421 pkt.) był najlepszym rezultatem zespołu.

## Wyniki

### Medale mistrzostw świata
Opracowano na podstawie materiałów źródłowych:
| Mistrzostwa  | Konkurencja                                     | Wynik                                         | Miejsce |
| ------------ | ----------------------------------------------- | --------------------------------------------- | ------- |
| Lucerna 1901 | Karabin dowolny, trzy postawy, 300 m, drużynowo | 4398 pkt. (druż.) 890 pkt. ind. (313–306–271) |         |